# Opération Parthenon
L'opération Parthenon est une opération militaire britannique destinée à intervenir durant la révolution de Zanzibar en 1964. L'opération est autorisée par le British Commanders Committee East Africa  le 30 janvier. Le principal objectif est de faire revenir l'ordre sur l'île et de prévenir une éventuelle tentative de prise de pouvoir du Umma Party. Les forces assignées à l'opération comprennent deux porte-avions, trois destroyers, le navire Owen de la Royal Fleet Auxiliary, treize hélicoptères, vingt-et-un avions de transport ou de reconnaissance, le deuxième bataillon des Scots Guards, un bataillon de Royal Marines (45 Commando (en)) et un groupe de parachutistes indépendants. Le plan est de lancer un assaut d'hélicoptères et de parachutistes sur Unguja, l'île principale de Zanzibar, puis de prendre Pemba, l'île plus petite. Si elle avait abouti, Parthenon aurait été la plus grande opération aérienne et amphibie britannique depuis la crise de Suez de 1956. L'opération est annulée le 20 février pour être remplacée par l'opération Boris.